# Popiel
Pour les articles homonymes, voir Popiel.

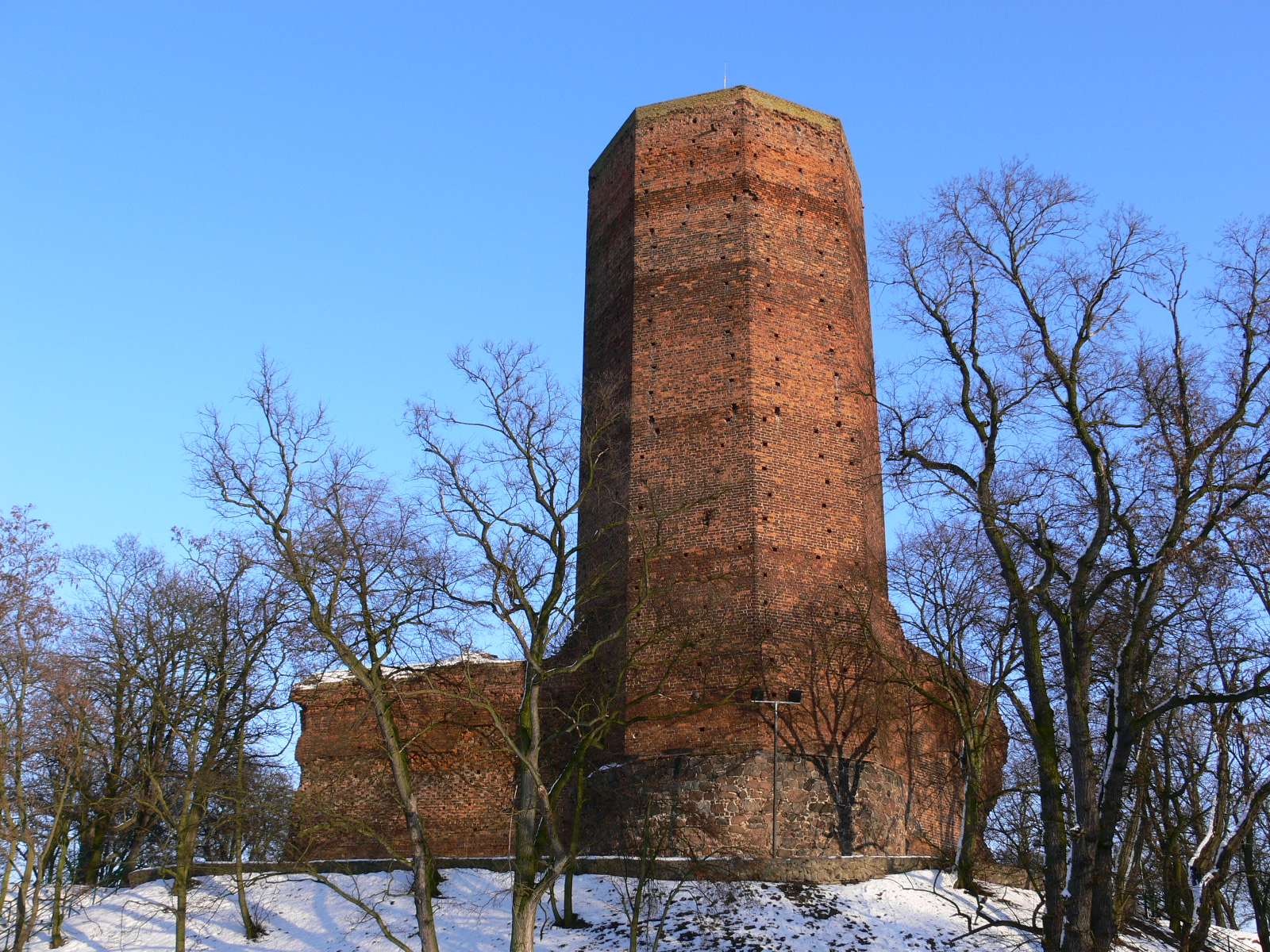
La tour dans laquelle, selon la légende, Popiel aurait été dévoré

Popiel est un souverain légendaire du IXe siècle qui aurait régné sur les Polanes ou les Goplanes. Il n’y a néanmoins, à ce jour, aucune preuve historique de son existence.
Au début du XIIe siècle, un auteur anonyme, Gallus Anonymus, écrivit de nombreuses légendes sur les évènements du règne de Popiel. Il aurait été le dernier représentant de la dynastie des Popielides, qui aurait précédé la dynastie des Piast.

## Présentation
Selon la légende, rapportée par Joachim Lelewel, le vieux Popiel (Popiel Père) laissa à son fils Popiel la souveraineté, même sur ses oncles qui étaient une vingtaine. C’était un homme cruel. Un jour, deux pèlerins vinrent lui demander l’hospitalité mais il les chassa. Ceux-ci trouvèrent refuge chez un simple villageois nommé Piast, charron de profession, qui justement ce jour-là célébrait la cérémonie de la tonsure de son fils. C’était une cérémonie païenne qu’on pratiquait lorsqu’un enfant arrivait à un certain âge. 
Les pèlerins furent invités à cette fête et, après avoir coupé les cheveux du fils de Piast, lui donnèrent le nom de Siemovit (en polonais Siemowit ou Ziemowit, du mot ziemia, « la terre ») en prédisant qu’il monterait un jour sur le trône. Ils persuadèrent Piast d’inviter le prince Popiel à venir partager le repas dans sa cabane. Bien que les convives fussent très nombreux, il ne manqua rien à Piast car les pèlerins firent un tel miracle qu’une petite mesure d’hydromel fut si multipliée qu’on en remplit tous les vases et que la viande d’un seul porc remplit un tonneau entier. Le prince Popiel fut copieusement régalé. 
À l’instigation de sa femme, d’origine allemande, Popiel invita tous ses oncles et les fit empoisonner à l’occasion d’un repas. De leurs cadavres, jetés dans le lac de Gopło, sortirent une multitude de rats et de souris qui se dirigèrent vers le palais de Popiel à Kruszwica. Celui-ci se sauva dans une île où il chercha asile dans une tour, avec sa femme et ses deux fils. Les rats et les souris réussirent à rentrer dans la tour et dévorèrent Popiel et sa famille. Ainsi se termina la dynastie des Popielides. Les sujets de Popiel se rassemblèrent pour choisir un nouveau prince. Ils donnèrent la couronne au charron Piast. Ce Piast fut le premier représentant de la dynastie du même nom.